# La Spagnola
La Spagnola ("la española") es una película australiana de comedia dramática de 2001 dirigida por Steve Jacobs. Fue la presentación de Australia a los 74.ª edición de los Premios Óscar para el Premio de la Academia a la Mejor Película en Lengua Extranjera, pero no fue aceptada como nominada.

## Sinopsis
Lola es una fogosa esposa y madre española que vive en un pequeño pueblo de los años sesenta en Australia. Cuando su esposo la deja por una joven rubia, llevándose los ahorros de toda su vida con él, y su hija adolescente comienza a rebelarse contra sus estrictas reglas, Lola hace valer sus méritos.

## Recaudación
La Spagnola recaudó 477,197$ en taquilla en Australia.